# Lachnum lachnoides
Lachnum lachnoides är en svampart som beskrevs av Velen. 1934. Lachnum lachnoides ingår i släktet Lachnum och familjen Hyaloscyphaceae.   Inga underarter finns listade i Catalogue of Life.